# جوي غارنر
جوي غارنر (بالإنجليزية: Joe Garner)‏ (12 أبريل 1988 ببلاكبرن في المملكة المتحدة - ) هو لاعب كرة قدم بريطاني في مركز الهجوم. شارك مع منتخب إنجلترا تحت 16 سنة لكرة القدم ومنتخب إنجلترا تحت 17 سنة لكرة القدم ومنتخب إنجلترا تحت 19 سنة لكرة القدم. أما مع النوادي، فقد لعب مع بريستون نورث إيند وبلاكبيرن روفرز وسكونثورب يونايتد ونادي واتفورد ونوتينغهام فورست وهدرسفيلد تاون ونادي كارلايل يونايتد.

## وصلات خارجية
- جوي غارنر على موقع قاعدة بيانات كرة القدم.إي يو (الإنجليزية)
- جوي غارنر على موقع Soccerbase.com (لاعب) (الإنجليزية)
- جوي غارنر على موقع Soccerway.com (الإنجليزية)